# Heure vagabonde
 (janvier 2023).
En horlogerie, l'heure vagabonde est une complication qui permet d'afficher l'heure à l'aide d'un système de satellites qui gravitent le long d'une échelle des minutes disposée en forme d'arc. 
Ce type d'affichage a été inventé à la fin du 17e siècle sur certaines horloges, mais n'a jamais été d'usage courant. 

## Mécanisme

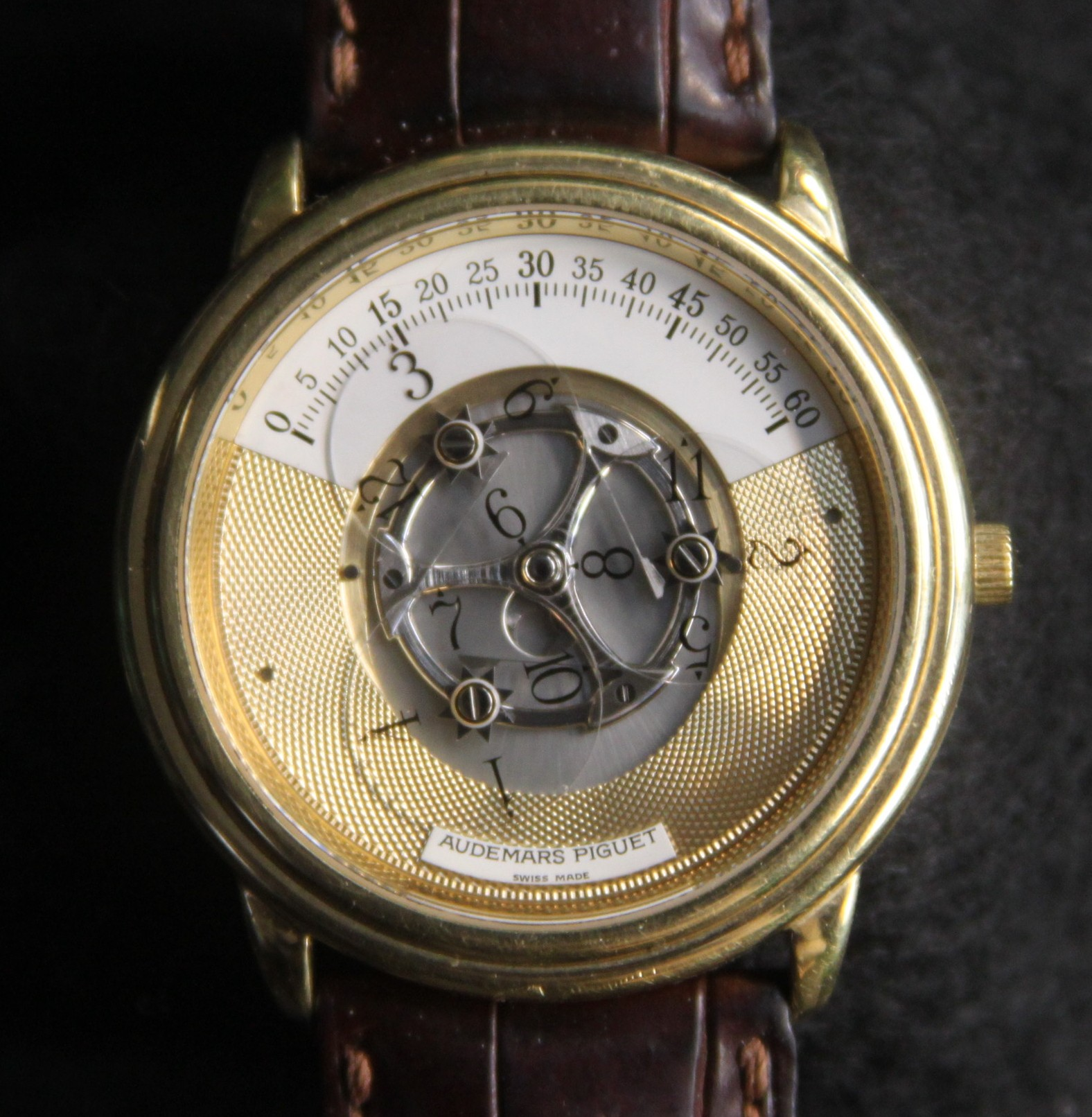
Un exemple de montre à heure vagabonde de marque Audemars Piguet.

Une montre à heure vagabonde ne fait pas usage d'aiguilles pour l'indication de l'heure. Dans la version la plus habituelle de cette complication, l'axe central effectue une rotation complète en trois heures et emporte un carrousel à trois branches, chacune garnie d'une structure tournante (disque par exemple) qui affiche quatre chiffres correspondant aux heures (1, 4, 7, 10 sur l'un des disques, 2, 5, 8, 11 sur le second, 3, 6, 9, 12 sur le dernier). L'un des chiffres, mis en évidence par l'habillage de la montre, indique l'heure courante, et pointe vers une échelle graduée en minutes qui recouvre un arc d'un tiers de cercle complet. Dans l'exemple, l'heure indiquée est 3 h 14.
À 4h00, l'indicateur d'heure « 4 » entrera dans l'échelle des minutes quand l'indicateur « 3 » en sortira. Les deux picots à gauche et à droite du cadran, en s'emboitant dans les roues dentées, font tourner les disques pour incrémenter l'heure : ainsi après une rotation complète, c'est le chiffre « 6 » qui sera mis en avant au lieu du « 3 ». Sur d'autres versions, il n'y a que deux branches, et six heures indiquées sur chaque disque. Une rotation complète est alors effectuée en deux heures.

## Modèles
Des montres de ce type sont proposées par des entreprises de haute horlogerie comme URWERK, Audemars Piguet, Vacheron Constantin et H.Moser & Cie.